# Алекс Клар
Олесандр Джордж Клар «Алекс Клар» (народився 14 вересня 1985) — британський співак та композитор. Клар змінив своє ім'я в 2010 з Олександр Г. Мертос на Алекс Клар. Псевдонім він використовував ще в шкільні роки. Свій деб'ютний альбом, The Lateness of the Hour, він випустив в Великій Британії 11 липня 2011 року на Island Records. Його першим продюсером став Майк Спенсер та Майер Лазер.
Найбільший хіт його альбому, «Too Close», який дістався 4 позиції хітппараду UK Singles Chart та ввійшов у 7 найкращих рейтингу Billboard Hot 100. Пісня була номінована Brit Award як найкращий британський сингл 2013 Brit Awards..

## Дитинство
Клар народився в Саутварк, Лондон, Англія. Він ріс слухаючи татові джазові пластинки та схилявся до блюзу та соул артистів, таких, як Доні Хатвей чи Стіві Вандер, що, кінець кінців, привело його до таких стилів, як драм-енд-бейс, дабстеп and герідж. Хоч Клар і починав з труби і барабанів будучи малим, проте згодом зосередив увагу на гітарі та написанні пісень.

## Музична кар'єра
Демо принесло йому контракт з лейблом Island Records у Великій Британії. Його дебютний альбом «The Lateness of the Hour», зроблений під керівництвом Майкла Спенсера та Майора Лейзера, був випущений в липні 2011. Першим синглом був «Up All Night», наступними: «Too Close» і «Treading Water».

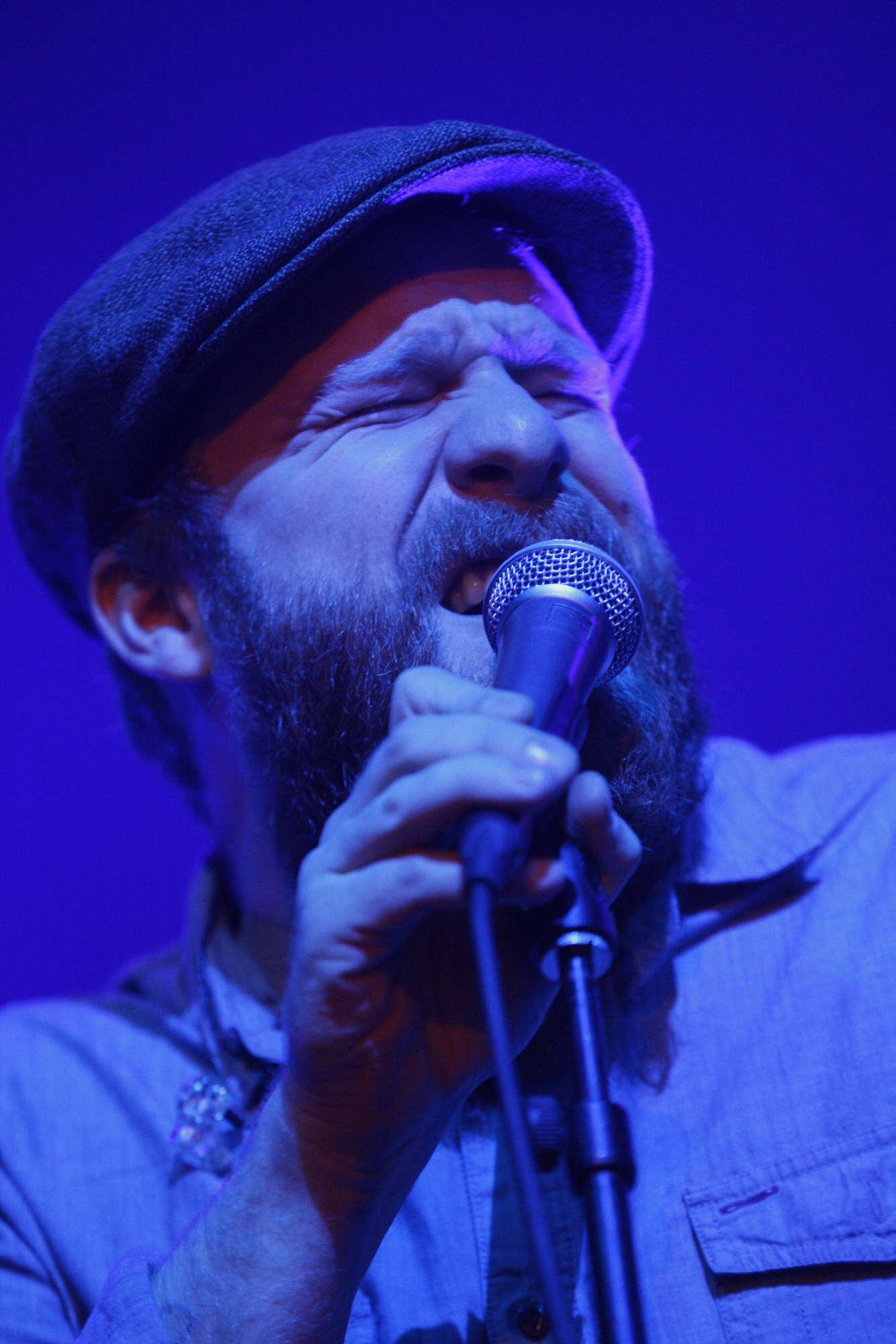
Алекс Клар

19 травня 2011 року Регі Єтес зробив кавер Алекса Клара на пісню Прінса «When Doves Cry». Одним днем пізніше, данська радіостанція 3FM оголосила сингл «Too Close» хітом тижня.
21 червня 2011 року Клар виступив в Квінс коледжі, Кембриджському університеті. 14 серпня 2011 Клар виступив на фестивалі Summer Well в Бафті, Румунія.
Після невтішних показників альбому, Island Records розірвав контракт з Клар у Великій Британії.
У 2012 пісня Клара «Too Close» була використана в декількох рекламах від Internet Explorer 9..
Після цього пісня стала #68 в Billboard Hot 100, і зовсім скоро #7. Потім ввійшла в топ 10 хітів Великої Британії. Клар, також, досягнув успіхів в Німеччині, зайнявши 1 місце в чарах. Пісня Клара піднялась на 4 місце в UK Singles Chart
В травні 2014, Клар випустив кліп на пісню «War Rages On», на другу пісню успішного альбому Three Hearts, який записав 11 серпня 2014. «War Rages On» стала провідною піснею драми BBC, Our Girl. 8 жовтня 2014, американська спілка композиторів, акторів та публіцистів назвала Алекса Клара та Джімі Вугуіда найкращими авторами пісень року завдяки пісні «Too Close».

## Дискографія

### Альбоми
| Назва                    | Опис Альбому                                                                | Позиція в чарті | Позиція в чарті | Позиція в чарті | Позиція в чарті | Позиція в чарті | Позиція в чарті | Позиція в чарті |
| Назва                    | Опис Альбому                                                                | UK              | AUT             | BEL (FL)        | FRA             | GER             | SWI             | US              |
| ------------------------ | --------------------------------------------------------------------------- | --------------- | --------------- | --------------- | --------------- | --------------- | --------------- | --------------- |
| The Lateness of the Hour | - Вийшов: 11 липня 2011 (UK) - Лейбл: Island - Формат: CD, digital download | 17              | 16              | 190             | 95              | 8               | 49              | 48              |
| Three Hearts             | - Вийшов: July 18, 2014 (UK) - Лейбл: Island - Формат: CD, digital download |                 |                 |                 |                 |                 |                 |                 |
| Tail of Lions            | - Вийшов: 20 січня 2017 (UK) - Лейбл: Etc Recordings - Формат: CD, LP       |                 |                 |                 |                 |                 |                 |                 |

### Сингли

#### Як головний вокаліст
| Назва            | Рік  | Позиція в чартах | Позиція в чартах | Позиція в чартах | Позиція в чартах | Позиція в чартах | Позиція в чартах | Позиція в чартах | Позиція в чартах | Позиція в чартах | Позиція в чартах | Нагороди                                                            | Альбом                   |
| Назва            | Рік  | UK               | AUT              | BEL (FL)         | CAN              | DEN              | FRA              | GER              | NLD              | SWI              | US               | Нагороди                                                            | Альбом                   |
| ---------------- | ---- | ---------------- | ---------------- | ---------------- | ---------------- | ---------------- | ---------------- | ---------------- | ---------------- | ---------------- | ---------------- | ------------------------------------------------------------------- | ------------------------ |
| «Up All Night»   | 2010 | —                | —                | —                | —                | —                | —                | —                | —                | —                | —                |                                                                     | The Lateness of the Hour |
| «Too Close»      | 2011 | 4                | 6                | 36               | 14               | 29               | 9                | 1                | 33               | 12               | 7                | - BVMI: Platinum - IFPI AUT: Gold - IFPI SWI: Gold - RIAA: Platinum | The Lateness of the Hour |
| «Treading Water» | 2011 | 179              | —                | —                | —                | —                | —                | 59               | —                | —                | —                |                                                                     | The Lateness of the Hour |
| «Humming Bird»   | 2012 | —                | —                | —                | —                | —                | —                | —                | —                | —                | —                |                                                                     | The Lateness of the Hour |

#### Спільні проекти
| Назва                                                  | Рік  | Місце в чартах | Місце в чартах | Місце в чартах | Місце в чартах | Місце в чартах | Альбом     |
| Назва                                                  | Рік  | AUS            | BEL (FL)       | BEL (WA)       | NLD            | NZ             | Альбом     |
| ------------------------------------------------------ | ---- | -------------- | -------------- | -------------- | -------------- | -------------- | ---------- |
| «Not Giving In» (Rudimental спільно з Джоном Ньюменом) | 2012 | 12             | 4              | 27             | 71             | 11             | Rudimental |